# Paradarisa azyx
Paradarisa azyx är en fjärilsart som beskrevs av Louis Beethoven Prout 1927. Paradarisa azyx ingår i släktet Paradarisa och familjen mätare. Inga underarter finns listade i Catalogue of Life.